# Kieselmühle (Dieterskirchen)
Kieselmühle ist ein Gemeindeteil von Dieterskirchen im Oberpfälzer Landkreis Schwandorf (Bayern).

## Geographische Lage
Kieselmühle befindet sich ungefähr zwei Kilometer südwestlich von Dieterskirchen an der Staatsstraße 2398 am Ufer der Ascha.

## Geschichte
Im 19. Jahrhundert gab es in Kieselmühle eine Mühle, deren Gebäude noch vorhanden ist.
Zum Stichtag 23. März 1913 (Osterfest) wurde Kieselmühle als „Teil der Pfarrei Dieterskirchen mit einem Haus und sechs Einwohnern“ aufgeführt.
Kieselmühle wurde 1964 als „Ortsteil der Gemeinde Bach“ verzeichnet. Als die Gemeinde Bach 1975 aufgelöst wurde, gelangte Kieselmühle zur Gemeinde Dieterskirchen.
Am 31. Dezember 1990 hatte Kieselmühle acht Einwohner und gehörte zur Pfarrei Dieterskirchen.